# Carlos Mota Pinto
Carlos Alberto da Mota Pinto (né le 25 juillet 1936 à Pombal et mort le 7 mai 1985 à Coimbra) est un homme politique portugais, plusieurs fois ministre et Premier ministre de 1978 à 1979.

## Biographie

### Formation
Licencié en droit et docteur en sciences juridiques de la faculté de droit de l'université de Coimbra, il est professeur au sein de cette même institution et de l'université catholique portugaise, ainsi qu'auprès de quelques universités étrangères.
Aujourd'hui encore, sa doctrine reste très influente au sein de la communauté juridique portugaise, particulièrement dans tout ce qui touche au droit civil. Dans ce domaine, son œuvre la plus connue est le manuel Théorie générale du droit civil.

### Activité politique
Après la Révolution des Œillets, il participe, avec Francisco Sà Carneiro et Francisco Pinto Balsemão entre autres, à la fondation du Parti populaire démocratique (PPD), une formation de centre-droit qui deviendra par la suite le Parti social-démocrate (PSD).
Élu député à l'Assemblée constituante en avril 1975, il prend la présidence du groupe parlementaire mais entre en conflit avec Sà Carneiro lors du congrès du PPD qui se tient en décembre à Aveiro.
Réélu député lors des législatives du 25 avril 1976, il est nommé ministre du Commerce et du Tourisme du Ier gouvernement constitutionnel, dirigé par le socialiste Mário Soares, le 25 mars 1977. Non reconduit dans le gouvernement suivant, il est nommé, en novembre 1978, à la tête d'un gouvernement apolitique par le président Antonio Ramalho Eanes, mais il ne tiendra que huit mois.
Mota Pinto se réconcilie finalement avec Francisco Sà Carneiro et devient directeur de la campagne du général Soares Carneiro pour l'élection présidentielle de 1980 (que ce dernier perd avec 39,8 % des voix contre 55,9 % au général Eanes).
Ayant occupé la vice-présidence de son parti, il est aussi candidat au poste de Premier ministre en 1983 et président du PSD entre 1984 et 1985. Lorsque socialistes et conservateurs doivent former une « grande coalition », Carlos Mota Pinto est nommé vice-Premier ministre et ministre de la Défense nationale du IXe gouvernement constitutionnel, mais démissionne en février 1985.
Il meurt subitement, le 7 mai 1985, quelques jours avant le congrès du PSD au cours duquel l'ancien ministre des Finances et futur président de la République Aníbal Cavaco Silva, Premier ministre le plus durable de l'histoire du pays, est élu à la tête du parti de centre-droit.

## Distinctions
- Grand-croix de l'ordre du Christ